# Internet Explorer 7
Випущено 18 жовтня 2006 року. До 26 жовтня було завантажено більше трьох мільйонів копій. До середини січня 2007 року кількість завантажень перевищила 100 мільйонів. Версія відрізнялася новим графічним інтерфейсом у стилі Vista Aero, підтримкою вкладок, вбудованим механізмом роботи з RSS, підтримкою alpha-каналу PNG зображень, поліпшенням підтримки стандартів W3c, захисту від шахраїв, інтернаціональних доменних імен та ін. Ця версія IE входила до складу Windows Vista з деякими вдосконаленнями в галузі безпеки: захищений режим (виконання браузера в «пісочниці» з доступом лише до тимчасових інтернет-файлів, захист пам'яті тощо). Ця версія була першою, у якій більше не було коду Mosaic.
Під час встановлення застосовувався механізм перевірки легальності операційної системи, але 4 жовтня 2007 року було випущено оновлений інсталятор IE7, що не вимагає перевірки легальності копії операційної системи під час встановлення — Майкрософт відмовився від цієї практики, щоб не звужувати поле застосування свого оглядача в умовах зростаючої конкуренції.
Ця версія Internet Explorer підтримуватиметься до 10 жовтня 2023 року, але тільки для Windows Embedded Compact 2013, останньої операційної системи сімейства Windows CE. Підтримка цієї версії Internet Explorer для інших версій Microsoft Windows була припинена 12 січня 2016 року.